# 伊勢丸 (2代)
伊勢丸（いせまる）は、伊勢湾フェリーが運航しているフェリー。本項目では、2005年に就航した2代目を取り扱う。

## 概要
中部国際空港開港にともなう航路変更と増便のため、内海造船瀬戸田工場で建造され、2005年2月10日に鳥羽 - 常滑航路に就航した。その後、2007年3月の常滑航路廃止により鳥羽 - 伊良湖航路へ転配された。
共有建造制度を利用して建造された鉄道建設・運輸施設整備支援機構との共有船である。

## 設計
先に建造された知多丸の同型船である。船内はバリアフリー化されており、車両甲板と船室の間にはエレベーターが設けられている。

## 船内

### 船室
- 特別室（70名）
- 普通客室（370名）
- 甲板（60名）

### 設備
- 売店
- 自動販売機